# Dom pod Chimerami

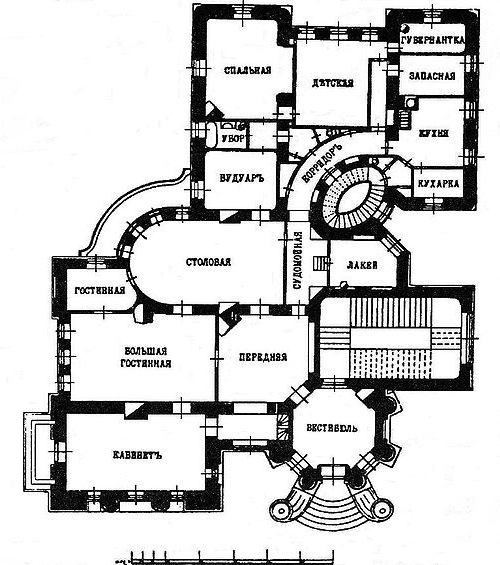
Wykonany przez Horodeckiego plan jego mieszkania w Domu

Dom pod Chimerami albo Dom Horodeckiego (ukr. Будинок з химерами) – budynek wzniesiony w latach 1901-1902 w Kijowie według projektu Władysława Horodeckiego, polskiego architekta porównywanego z Gaudim. Obiekt reprezentuje styl Art Nouveau. Jest położony przy ulicy Bankowej i od 2005 stanowi jedną z rezydencji prezydenckich.
Popularna nazwa domu wywodzi się od jego charakterystycznej dekoracji fasady, na której Horodecki, zapalony myśliwy, umieścił wiele scen ze zwierzętami i polowaniami. rzeźby te wykonał Emilio Sala. Styl architektoniczny, w którym motywy zwierzęce odgrywały dużą rolę, określany jest mianem chimery; nazwa nie ma natomiast nic wspólnego z postacią mitologiczną.

## Historia
Horodecki zaprojektował obiekt i osobiście nadzorował pracami, które również sam sfinansował z pożyczonych pieniędzy. Planował uczynić z Domu pod Chimerami luksusowy budynek mieszkaniowy – na każdym piętrze miał znajdować się jeden apartament, przy czym czwarte piętro autor przewidywał dla siebie. Prace budowlane trwały od marca 1901 do maja 1903. Kryzys ekonomiczny w imperium carskim sprawił jednak, że prace wykończeniowe przedłużyły się, a wynajdywanie chętnych do wynajmu lub zakupu mieszkań okazało się trudniejsze, niż przewidywał autor. Prace kosztowały go ponad 15 tys. rubli. Architekt przewidywał, że budynek będzie przynosił mu 7200 rubli rocznego dochodu. W celu uatrakcyjnienia otoczenia obiektu nakazał urządzenie skalnego ogrodu i fontanny.
Horodecki nie umiał jednak dobrze gospodarować pieniędzmi i już w 1912, zadłużony w związku z kosztownymi wyjazdami na egzotyczne polowania, musiał oddać dom pod hipotekę. W 1913 obiekt trafił na licytację i stał się własnością inżyniera i fabrykanta Daniela Bałachowskiego, po czym stał się częścią jego fabryki cukru. W 1918 dom przejął Samuel Nemec, a po przejęciu Kijowa przez bolszewików umieścili oni w nim kierownictwo swoich formacji zbrojnych na miasto.
Po roku 1917 Dom pod Chimerami został znacjonalizowany. W każdym z mieszkań rozlokowano około dziewięciu rodzin. W czasie II wojny światowej uległ poważnym zniszczeniom. Po zakończeniu działań wojennych obiekt przejął Komitet Centralny Komunistycznej Partii Ukrainy i umieścił w nim swoją klinikę. W czasie adaptacji obiektu do nowych celów zniszczono część jego wewnętrznej i zewnętrznej dekoracji. Klinika opuściła Dom pod Chimerami dopiero w 2002 po osobistej interwencji Łeonida Kuczmy. Na jego terenie wykonano gruntowne prace konserwatorskie. Całkowite prace rekonstrukcyjne były możliwe jedynie dzięki wsparciu ze strony miasta Kijowa oraz rządu ukraińskiego, z przeznaczeniem budynku na jedną z siedzib prezydenta. Funkcję tę Dom pod Chimerami pełni od maja 2005.

## Legendy
Z obiektem łączy się kilka popularnych legend kijowskich. Według jednej z nich inspiracją dla budowy tak niezwykłego budynku miało być samobójstwo córki Horodeckiego, która odebrała sobie życie topiąc się w Dnieprze. Horodecki, zrozpaczony faktem, że nie pomógł własnemu dziecku, postanowił przynajmniej uczcić jej pamięć tworząc jedyny ze swoim rodzaju budynek. Inna opowieść dotyczy „klątwy Horodeckiego”, jaką miał on rzucić na dom w czasie przymusowej wyprowadzki. Architekt miał wówczas przekląć wszystkich mieszkańców, przepowiadając im nieszczęścia w interesach i w życiu. Potwierdzeniem tej legendy ma być fakt, że wszystkie osoby, które wynajmowały w tym czasie mieszkania, zbankrutowały lub straciły swoje majątki w czasie rewolucji październikowej.

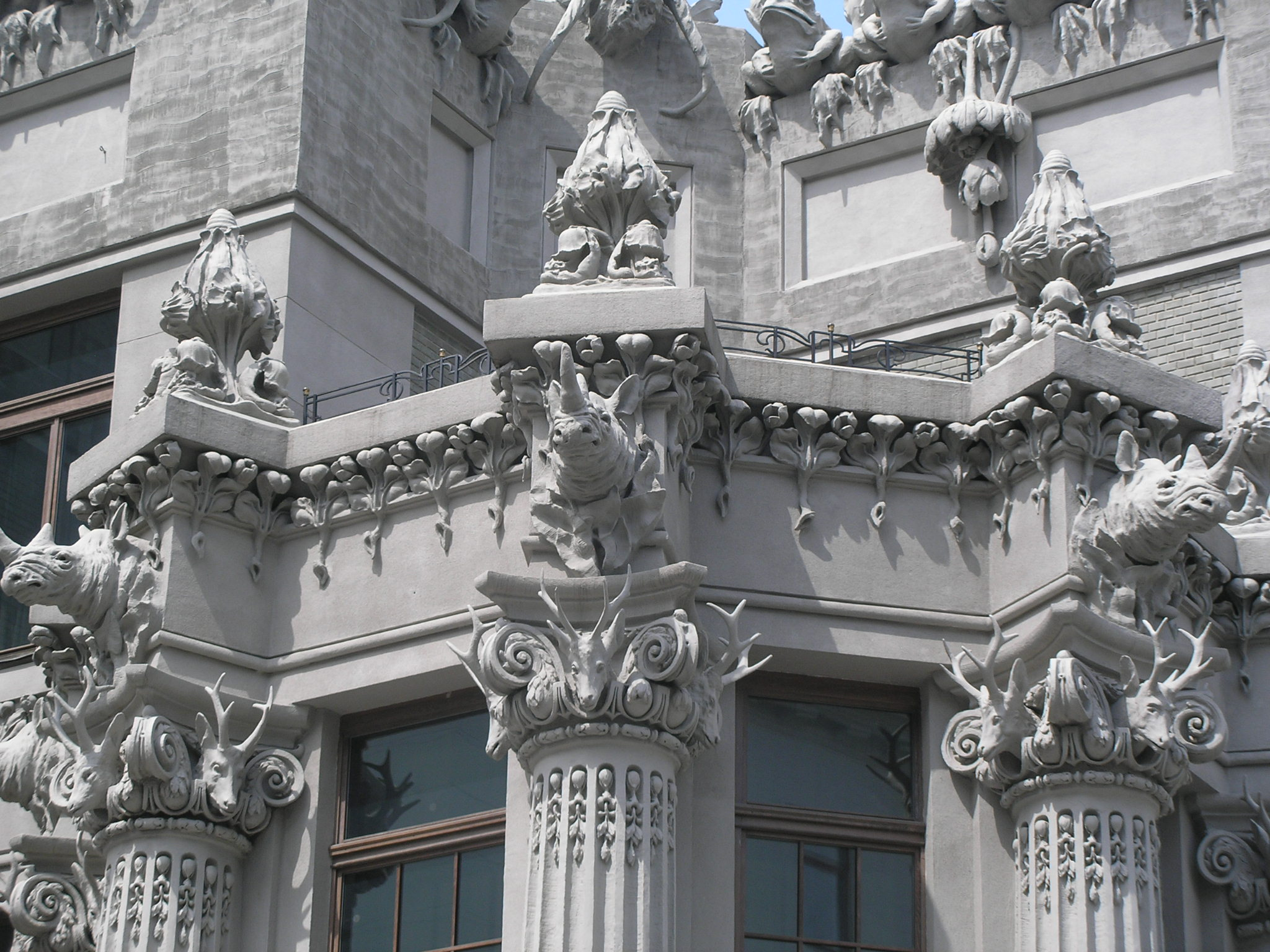
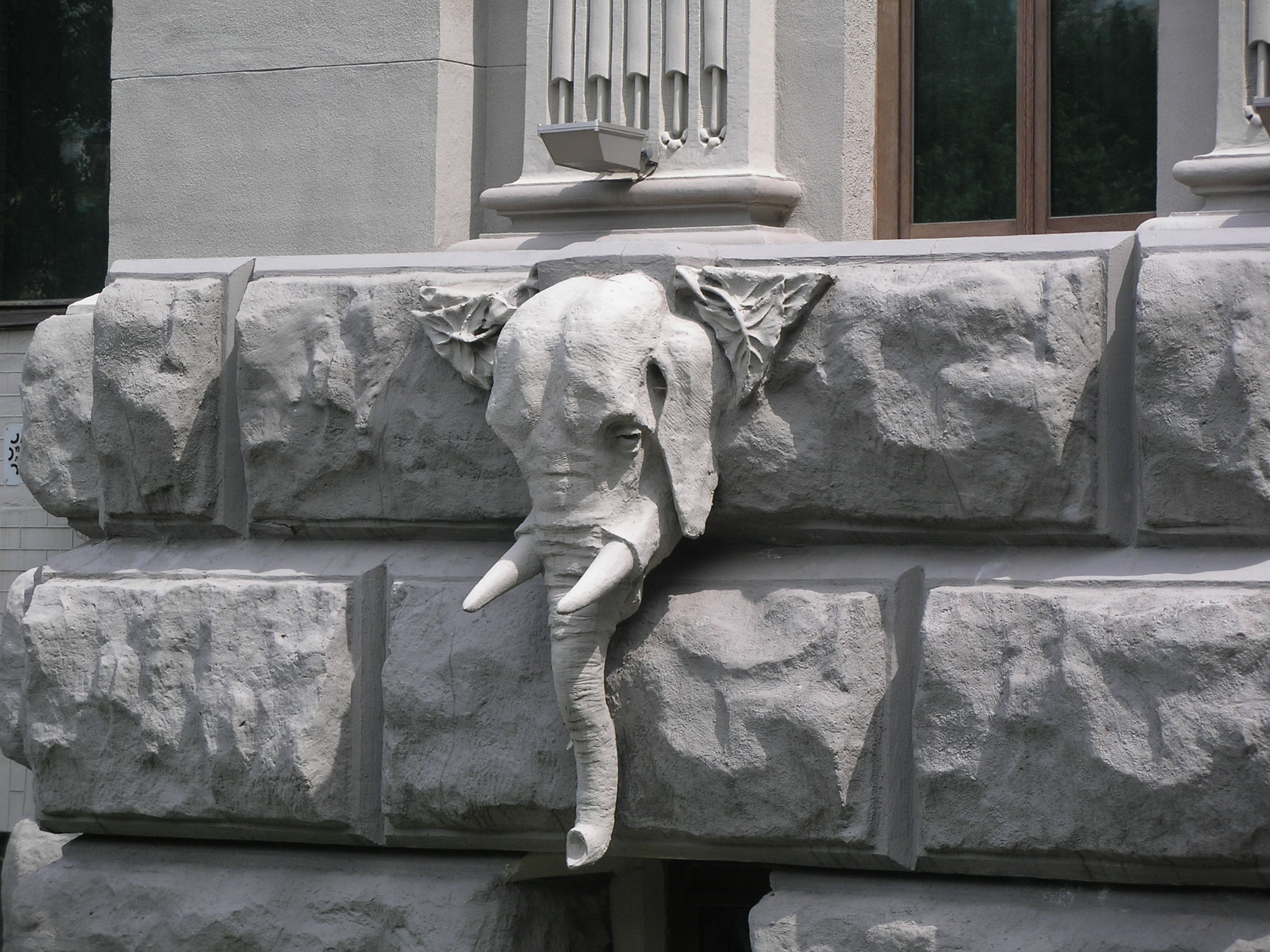
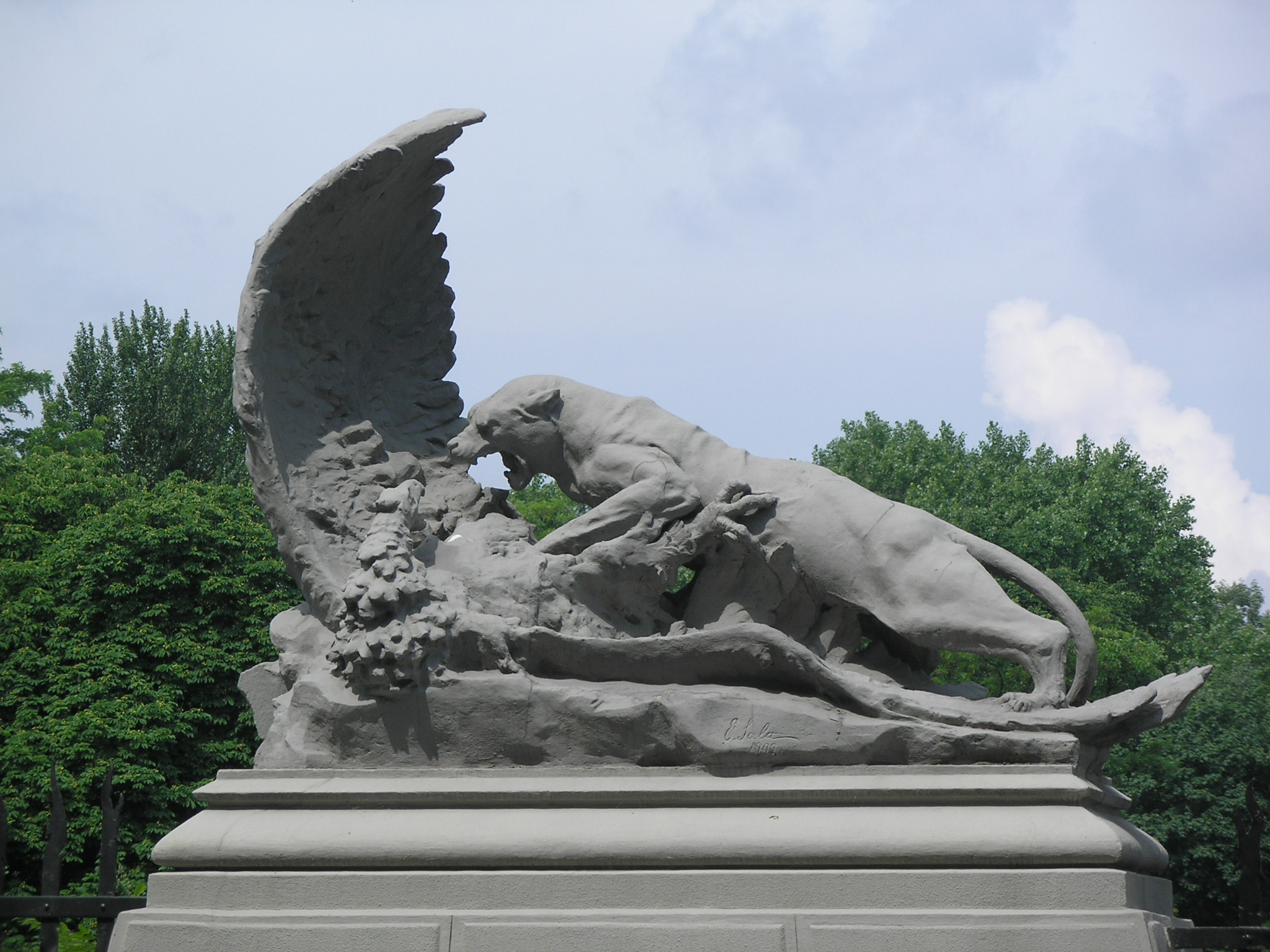
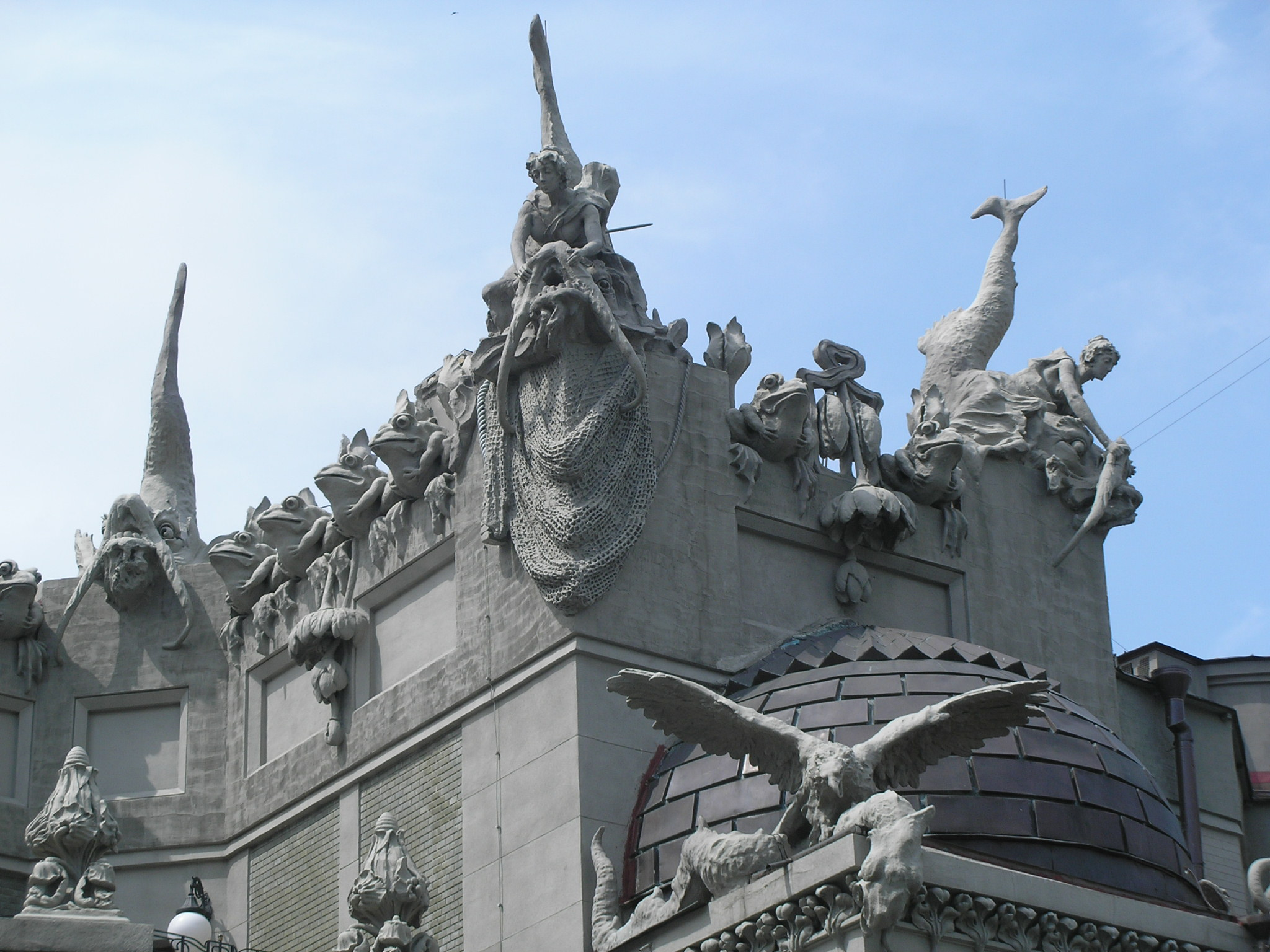
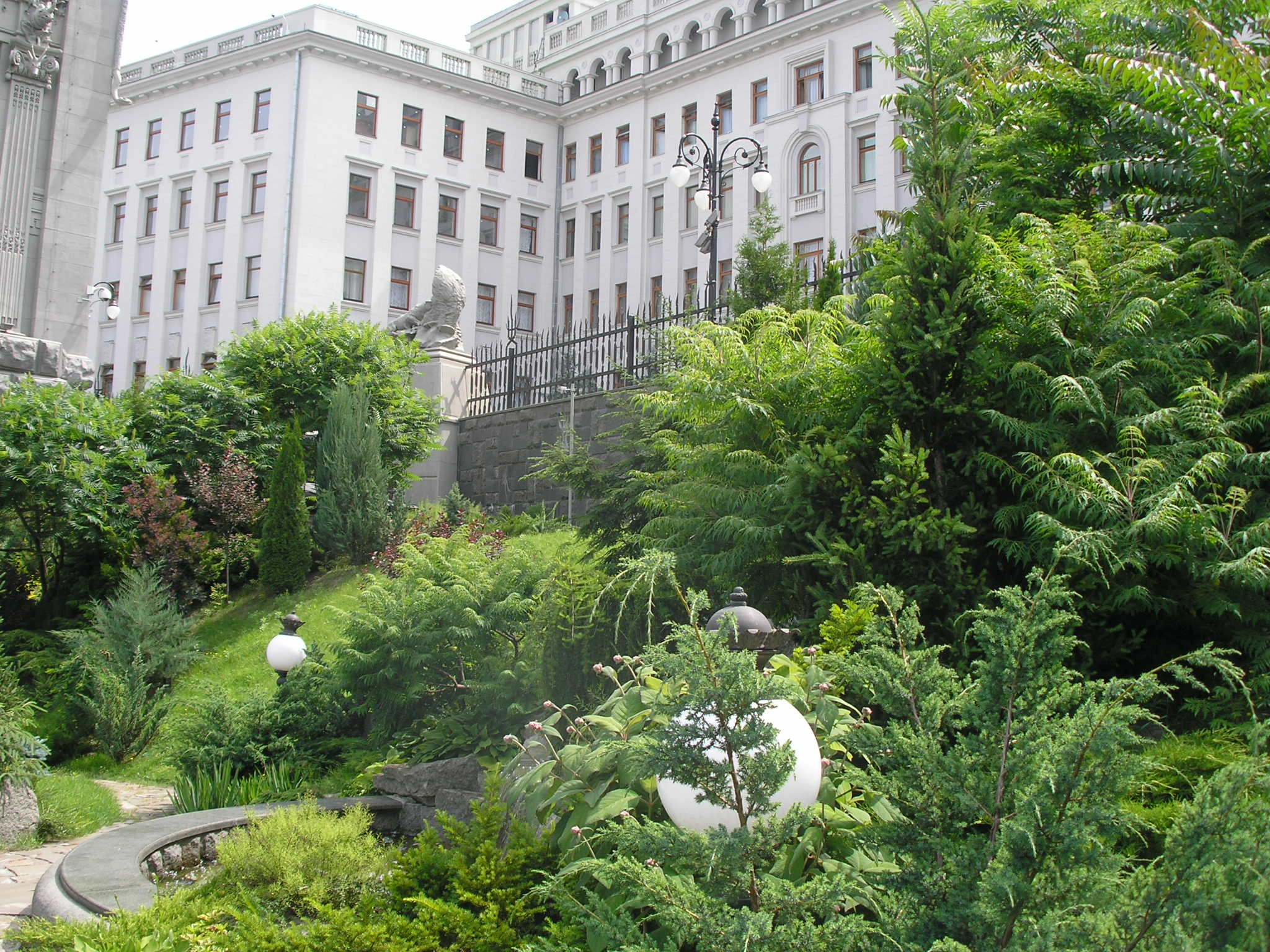